# Daisy (Arkansas)
Daisy est un village situé dans l’État américain de l'Arkansas, dans le comté de Pike.